# Анграпа
Ангра́па (пол. Węgorapa, рос. Анграпа, нім. Angerapp) — річка, притока Преголі. Бере початок в Вармінсько-Мазурському воєводстві. Протікає територією Польщі та Калінінградської області Росії. Біля міста Черняховськ зливається з Інстручем, даючи початок Преголі.

## Географія
Анграпа витікає з озера Мамри біля міста Венгожево у Польщі. Потім річка перетинає кордон із Росією, плине територією Озерського, Гусівського та Черняховського районів. В останньому в неї впадає річка Пісса. Далі, біля міста Черняховськ Анграпа зливається з Інстручем, даючи початок Преголі.

## Гідрологія
Загальна довжина річки — 172 км, з них 52 належить території Польщі та 120 — Калінінградській області Росії. Ширина річки між Озерськом та Піссою — 5—12 м, глибина — 0,2—2 м. Швидкість течії близько 0,2-0,6 м/с. Після вбирання в себе Пісси до Черняховська ширина — 7-25 м, глибина 1,5-3 м. Площа басейну 3 639 км², з них, 975,6 км² на території Польщі. Середній річковий стік річки 14,5 м³/сек, мінімальний — 8,56 у липні та максимальний — 24,7 у квітні. Станом на 2008 рік річка не є судноплавною.

## Гідротехнічні споруди
На річці 1880 року була збудована Озерська ГЕС. Знову запрацювала вона 2000 року. Її потужність дорівнює 0,5 МВт.

## Міста
Анграпа протікає крізь міста Венгожево в Польщі, Озерськ та Черняховськ у Росії.

## Цікаві факти
На честь річки анграпи названа російська музична група «Анграпа».